# Столберг, Джош
Джош Столберг (англ. Josh Stolberg; род. 7 марта 1971) — американский киноактёр, режиссёр и сценарист.

## Биография
Джош Столберг родился в Колумбии, штат Южная Каролина. В 1996 году окончил школу кинотелевидения Университета Южной Калифорнии. Женат на актрисе Лейле Чарльз Ли и имеет двоих детей, Эшера Робина Столберга и Ксандера Брайтона Столберга.

## Карьера
Первым фильмом в его карьере стала комедия «Американские детки» 2005 года, в которой он снялся в эпизодической роли охранника. Позже в том же году он снял комедийный фильм «Тренер по жизни» и после этого стал лауреатом премий Seashore Award и Queen Spirit Award. Он написал сценарий к фильму «Удачи, Чак», в главных ролях которого снялись Дэйн Кук, Джессика Альба и Дэн Фоглер. Позже он стал соавтором сценариев фильмов Man-Witch, ремейка «Пираньи 3D», в котором снялись Винг Рэймс и Кристофер Ллойд, и «Крик в общаге», а также адаптаций книг The Spellman Files и The Candy Shop Wars. Кроме того, он участвовал в создании сценария к пилотной серии мультсериала «Аватар: Легенда об Аанге».

## Фильмография
- 1997 — «Дорогая, я уменьшил детей» (Сценарист)
- 1999 — «Чудеса.com» (Сценарист)
- 1999 — «Сабрина — маленькая ведьма» (Сценарист)
- 2004 — «Аватар: Легенда об Аанге» (Сценарист)
- 2005 — «Маленькие детки» (Сценарист)
- 2005 — «Американские детки» (Режиссёр)[3]
- 2007 — «Удачи, Чак» (Сценарист)
- 2009 — «Крик в общаге» (Сценарист)
- 2010 — «Пираньи 3D» (Сценарист)[4]
- 2011 — «Давай сделаем ребенка» (Сценарист, режиссёр, продюсер)
- 2012 — «Пираньи 3DD» (Сценарист, продюсер)
- 2013 — «Подвал» (Сценарист, режиссёр)
- 2013 — «Похмельные игры» (Режиссёр)
- 2017 — «Пила 8» (Сценарист)
- 2021 — «Пила: Спираль» (Сценарист, актёр)